# Delano (Kalifornia)
Delano város az USA Kalifornia államában, Kern megyében. Lakosainak száma 51 428 fő (2020. április 1.).

## Népesség
A település népességének változása:
| Lakosok száma | 53 041 | 53 819 | 51 428 |
|               | 2010   | 2011   | 2020   |